# Francisco Orrego Gutiérrez
Francisco Javier Orrego Gutiérrez (Viña del Mar, 6 de octubre de 1986) es un abogado, político, comentarista y personalidad de televisión chileno.
Ha adquirido notoriedad en medios de comunicación, en particular en el programa de televisión Sin filtros, caracterizado por su estilo de confrontación directa; aquello le ha obligado a retractarse públicamente.
Se suele señalar a Carlos Larraín como su «padrino político» en Renovación Nacional (RN), donde milita Orrego. Igualmente, es un reconocido defensor del sistema de AFP y se ha definido como seguidor de Jaime Guzmán.

## Biografía
Nació en Viña del Mar, es hijo de Álvaro Patricio Orrego San Martín y de Ingrid Elizabeth Gutiérrez Sacco. Se crio en Quilpué y estudió en el Colegio Champagnat de Villa Alemana.
En 2005 comenzó a estudiar en la Facultad de Derecho de la Universidad de Chile y a militar en RN. Se tituló en 2022 y su tesis consistió en un análisis comparado entre las constituciones de Ecuador y Bolivia en el marco del proceso constituyente chileno. Aquel mismo año, asesoró al convencional constituyente Bernardo Fontaine en materia de vivienda y pensiones.
En 2023 comenzó a estudiar un magíster en pensamiento político en la Universidad San Sebastián. También es alumni del think tank Fundación para el Progreso, donde ha sido conferencista de charlas.

## Trayectoria política
En sus años universitarios, fundó el movimiento estudiantil «Centro Derecha Universitaria» (CDU). En 2009 disputó sin éxito las elecciones para el centro de estudiantes de su carrera, mientras que al año siguiente se postuló a la presidencia de la Federación de Estudiantes (FECh) en la que fue derrotado por Camila Vallejo.
En 2021 comenzó a figurar como panelista estable de Sin filtros. En 2023 intentó sin éxito convertirse en secretario general de Renovación Nacional, formando parte de la lista que encabezaron María José Gatica y Carlos Larraín.
Un año más tarde, disputó el cargo de gobernador regional metropolitano en las elecciones de 2024, logrando el paso a la segunda vuelta, donde finalmente perdió frente a Claudio Orrego.
En 2024 fue contratado por la Municipalidad de La Florida como asesor del alcalde Rodolfo Carter. La Contraloría General de la República declaró improcedente su contratación, al estimar que la función de realizar informes de contingencia es ajena a los objetivos de una municipalidad.

## Controversias
En 2022, mientras era vocero del movimiento «Con mi plata no», fue declarado prófugo de la justicia por no presentarse a audiencias relacionadas con un accidente de tránsito en 2020 en el que manejaba sin documentos de conducir; el sitio web El Mostrador afirmó que además se encontraba en estado de ebriedad, lo cual fue posteriormente desmentido por el mismo medio, y Orrego se defendió asegurando que esas acusaciones eran falsas.
En octubre de 2024 fue sentenciado por el delito de injurias contra la periodista y directora de El Ciudadano, Josefa Barraza, luego de señalar que sostenía una relación amorosa con el líder de la Coordinadora Arauco-Malleco, Héctor Llaitul; tuvo que pedir disculpas públicas en tribunales y en el programa Sin filtros por sus dichos.

## Historial electoral
| Año  | Tipo                | Tipo       | Territorio           | Pacto       | Partido | Votos     | %     | Resultado         |
| ---- | ------------------- | ---------- | -------------------- | ----------- | ------- | --------- | ----- | ----------------- |
| 2024 | Gobernador regional | 1.ª vuelta | Región Metropolitana | Chile Vamos | RN      | 1 176 628 | 27.60 | Pasa a 2.ª vuelta |
| 2024 | Gobernador regional | 2.ª vuelta | Región Metropolitana | Chile Vamos | RN      | 2 055 959 | 44.97 | No electo         |